# Lijst van nationale parken in Denemarken
In Denemarken zijn 5 natuurgebieden uitgeroepen tot nationaal park. Op Groenland is 1 gebied tot nationaal park verklaard. 
| foto | naam                                                             | Deense naam                         | regio                    | oppervlakte (km²) | opgericht in | Externe link           |
| ---- | ---------------------------------------------------------------- | ----------------------------------- | ------------------------ | ----------------- | ------------ | ---------------------- |
|      | Nationaal park Noordoost-Groenland                               | Grønlands Nationalpark              | Noordoost-Groenland      | 972.000           | 1974         |                        |
|      | Nationaal park Thy                                               | Nationalpark Thy                    | Noord-Jutland            | 243,7             | 2008         | Thy                    |
|      | Nationaal park Mols Bjerge (Mols Bergen)                         | Nationalpark Mols Bjerge            | Midden-Jutland           | 180               | 2009         | Mols Bjerge            |
|      | Nationaal park Vadehavet (Waddenzee)                             | Nationalpark Vadehavet              | Zuid-Denemarken          | 1.466             | 2010         | Vadehavet              |
|      | Nationaal park Kongernes Nordsjælland (Koninklijk Noord-Seeland) | Nationalpark Kongernes Nordsjælland | Hoofdstad (Deense regio) | 262,5             | 2018         | Kongernes Nordsjælland |
|      | Nationaal park Skjoldungernes Land (Land van de Skjoldungen)     | Nationalpark Skjoldungernes Land    | Seeland                  |                   | 2015         | Skjoldungernes Land    |

## Naturnationalparker

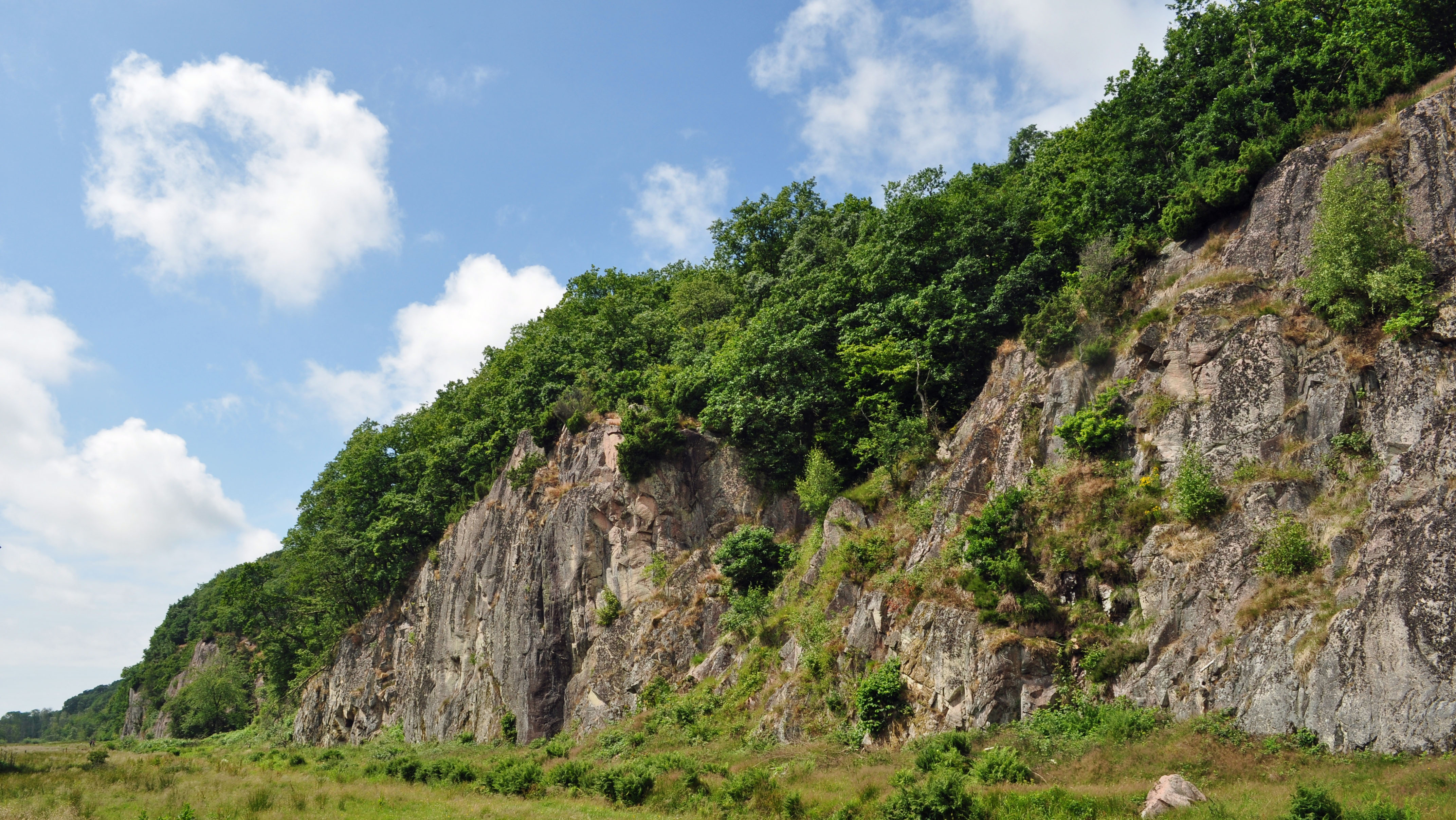
Naturnationalpark Almindingen

In 2020 besloot de Deense regering om daarbovenop als nieuw concept 15 "natuur-nationale parken" (Naturnationalparker) op te richten (waarbij de natuur strenger beschermd wordt en er geen  land- of bosbouw is toegelaten). Intussen werden Naturnationalpark Fussingø, Naturnationalpark Almindingen, Naturnationalpark Gribskov, Naturnationalpark Stråsø en Naturnationalpark Tranum opgericht. De eerste drie kregen van de IUCN nationaal park status (Categorie II) toegekend.